# Siemens SIMpad

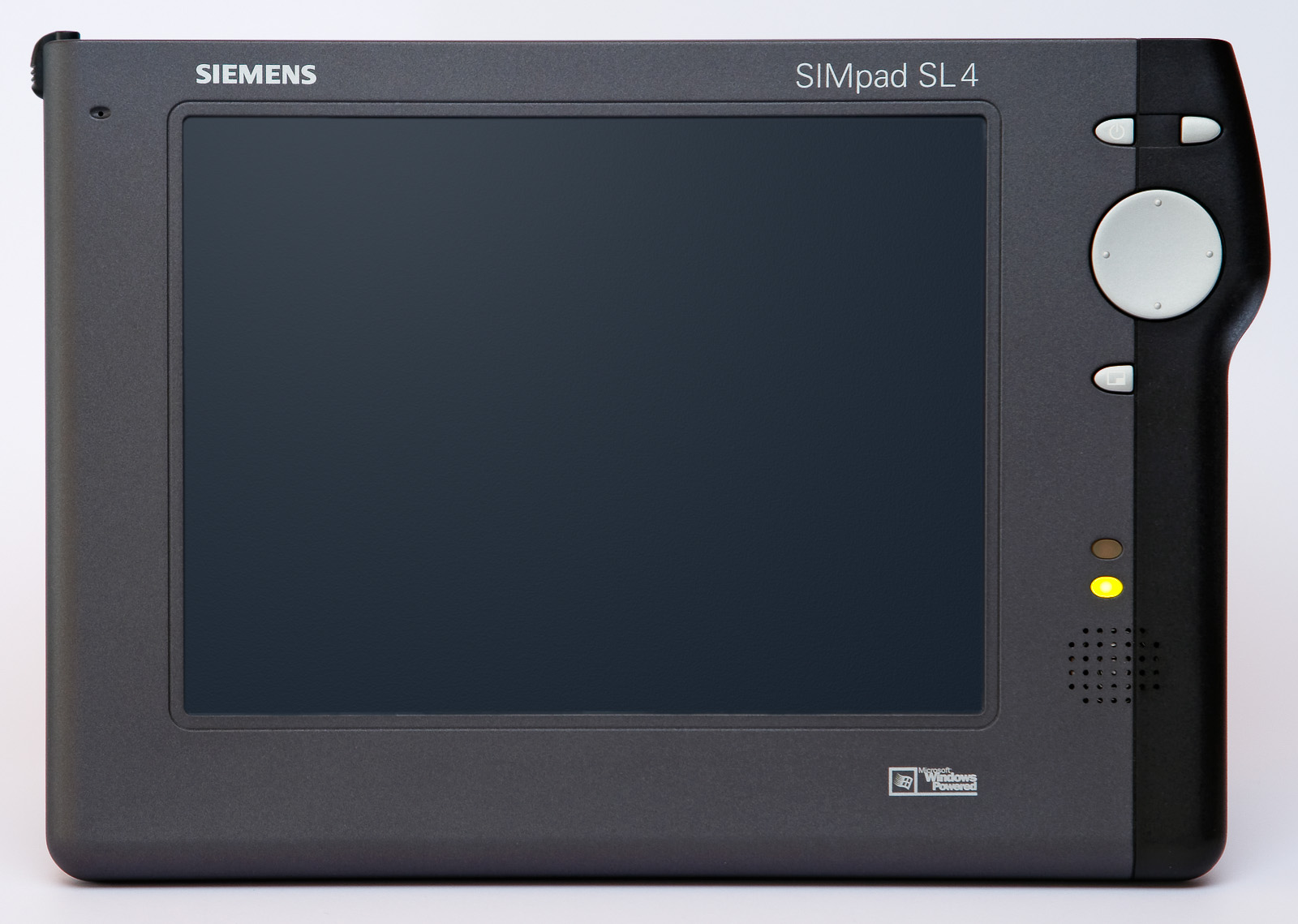
SIMpad SL4.

El SIMpad es un ordenador portable fabricado por Siemens AG, con una pantalla táctil de 8.4 pulgadas TFT. Utilizado frecuentemente con tarjetas PCMCIA Wi-Fi, se comercializó como un dispositivo para navegar por la World Wide Web a un precio de unos 1769 Euros. Anunciado inicialmente en enero de 2001 en el Consumer Electronics Show, el SIMpad nunca fue popular en el mercado de Estados Unidos. Fue descatalogado en 2002. Los restos de stock fueron liquidados por Media Markt en Alemania.
Hubo tres variantes, actualmente descatalogadas:
- CL4: modelo de gama baja con 32 MB de RAM y 16 MB Flash ROM sin slot PCMCIA pero con módem DECT
  - WP50: una variante vendida por Swisscom. Idéntico al CL4.
  - T-Sinus Pad: una variante vendida por Deutsche Telekom. Es como el CL4 pero con slot PCMCIA.
- SL4: modelo de gama alta con 64 MB RAM y 32 MB Flash ROM. Con slot PCMCIA.
- SLC: Idéntico al SL4, pero incluyendo el módem DECT Siemens MD34, que le permite conctarse a algunas centralitas Siemens ISDN

## Detalles Técnicos
- CPU RISC Intel StrongARM SA-1110 de 32 bits a 206 MHz
- Chip gráfico MediaQ MQ200, con 2 MB de VRAM internos.
- Pantalla táctil TFT de 8.4 pulgadas con una resolución SVGA de 800x600  píxels y 16 bits de color.
- Un D-Pad analógico de 4 direcciones
- Un slot PCMCIA II de 16 bits, ausente de los modelos CL4 diseñados para usar el módulo Siemens MD34 DECT.
- Una interfaz SmartCard estándar ISO 7816.
- Una interfaz USB 1.1 cliente (no completamente funcional en los equipos lanzados)
- Una interfaz IrDA (V1.3, SIR)
- Un conector Siemens Lumberg que agrupa un puerto serie RS-232 y una interfaz de auriculares telefónicos
- Una batería de iones de litio de 7.2 V y 2800 mAh (unas 4 horas de autonomía)
- Un altavoz mono integrado
- Un micrófono integrado, excepto en los modelos CL4.
- Carcasa gris (equipos Siemens) o blanca (T-Sinus Pad) de 263 x 181 x 30 mm (10.35 x 7.08 x 1.10 pulgadas) y 1 kg (aproximadamente 2.2 libras). En la esquina superior izquierda, micrófono integrado. A la derecha botones de encendido/apagado, botón derecho del ratón, D-pad y botón para el teclado en pantalla. Debajo rejilla del altavoz y encima leds de carga y encendido. En la zona superior alojamiento del stylus, conector de alimentación (positivo interno), slot PCMCIA, slot Smartcard, puerto IrDA, puerto USB y conector Lumberg. En la trasera orificio para el pulsado de RESET y contactos para cargar la batería en el pedestal
- Sistema operativo : Windows CE 3.0 (para Handheld PC). Unidades posteriores (principalmente SL4 y SLC) vinieron con Windows CE.NET (Windows CE 4.0).